# Chiaretta Gelli
 (juin 2025).
Chiaretta Gelli (Yvette Da Todi) née à Smyrne, Turquie, le 24 octobre 1925 et morte à Rome le 29 décembre 2007 est une chanteuse et actrice italienne.

## Biographie
Chiaretta Gelli est née à Smyrne (Izmir) en Turquie de parents italiens. Elle se dédie rapidement au chant et à la récitation. En 1938 elle est introduite dans le monde de la musique par le compositeur Vito Vittorio Crocitto. Elle déménage avec la famille à Rome où elle prend des leçons de chant et de danse. Dans la capitale, elle entre en contact avec des imprésarios du spectacle. La maison de production Lux Film la signale à Raffaello Matarazzo qui l'engage pour le film Giorno di nozze (1942). L'année suivante elle tourne Il birichino di papà toujours dirigée par Matarazzo, avec Armando Falconi, Anna Vivaldi, Anna Proclemer et Roberto Villa.
Elle tourne trois autres films jusqu'en 1947.
Pendant la période 1943/1946, la Seconde Guerre mondiale elle travaille dans les théâtres de la capitale en participant à des spectacles de variétés.

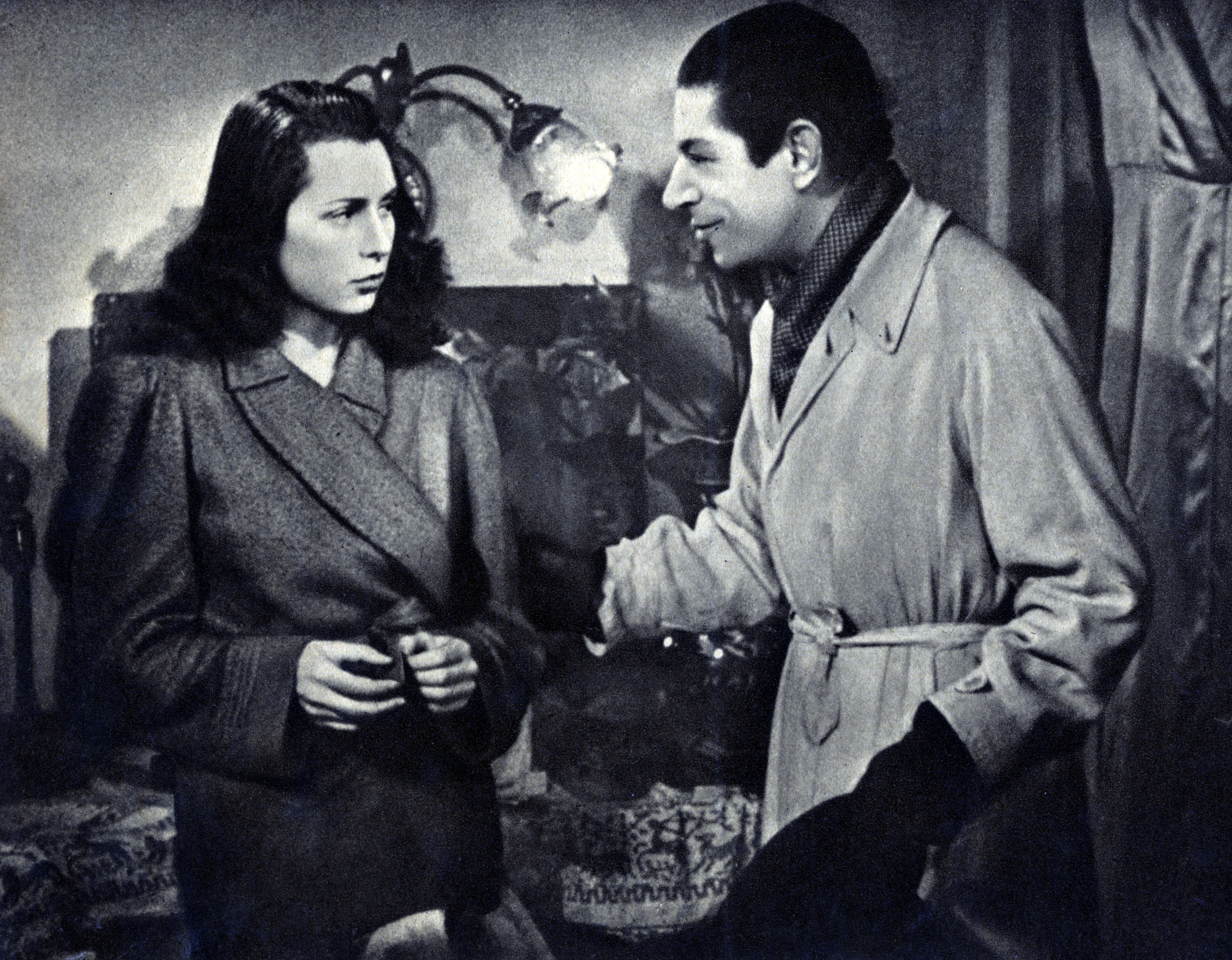
Avec Tino Scotti dans Partenza ore 7

Pendant la période les enregistre des disques 78 tours auprès de La Voce del Padrone, transmis à la radio. 
Dans les premières années 1950, elle se retire de la scène.

## Programme radio EIAR
- Musica varia, « romanze e canzoni » avec Chiaretta Gelli, orchestre dirigée par Cesare Gallino, transmission organisée par Lux Film, diffusée le 13 février 1943,  programme A.

## Programme radio RAI
- Una voce un pianoforte e qualche canzone, Edo Di Lazzaro rencontre Chiaretta Gelli (4 juin 1950).

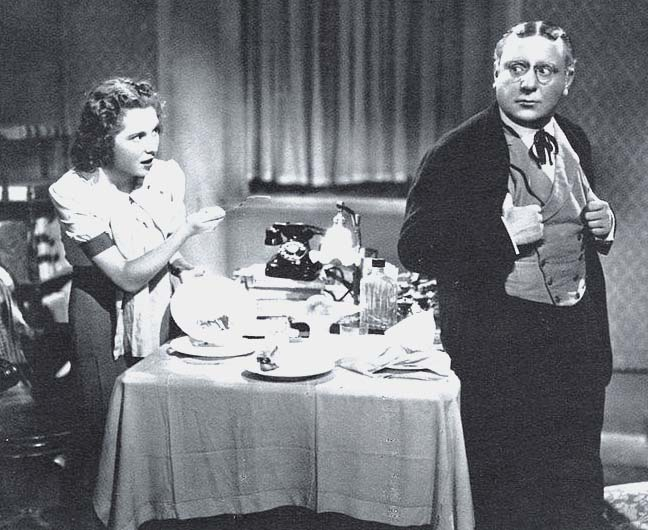
Avec Carlo Campanini dans Il birichino di papà

## Filmographie
- 1942 : Giorno di nozze de Raffaello Matarazzo
- 1943 : La Terreur du pensionnat (Il birichino di papà) de Raffaello Matarazzo
- 1945 : Partenza ore sette de Mario Mattoli
- 1946 : Albergo Luna, camera 34 de Carlo Ludovico Bragaglia
- 1947 : Lo sciopero dei milioni de Raffaello Matarazzo

## Théâtre
- Ma va là che non è vero, de Vincenzo Rovi, avec Chiaretta Gelli, Valentina Cortese, Paola Veneroni, Luisa Polselli, (1944)
- Roma città chiusa, avec Aldo Fabrizi, Riccardo Billi, Chiaretta Gelli, Adriana Serra, Maria Donati, Alberto Rabagliati, Flora Torrigiani, (1945).

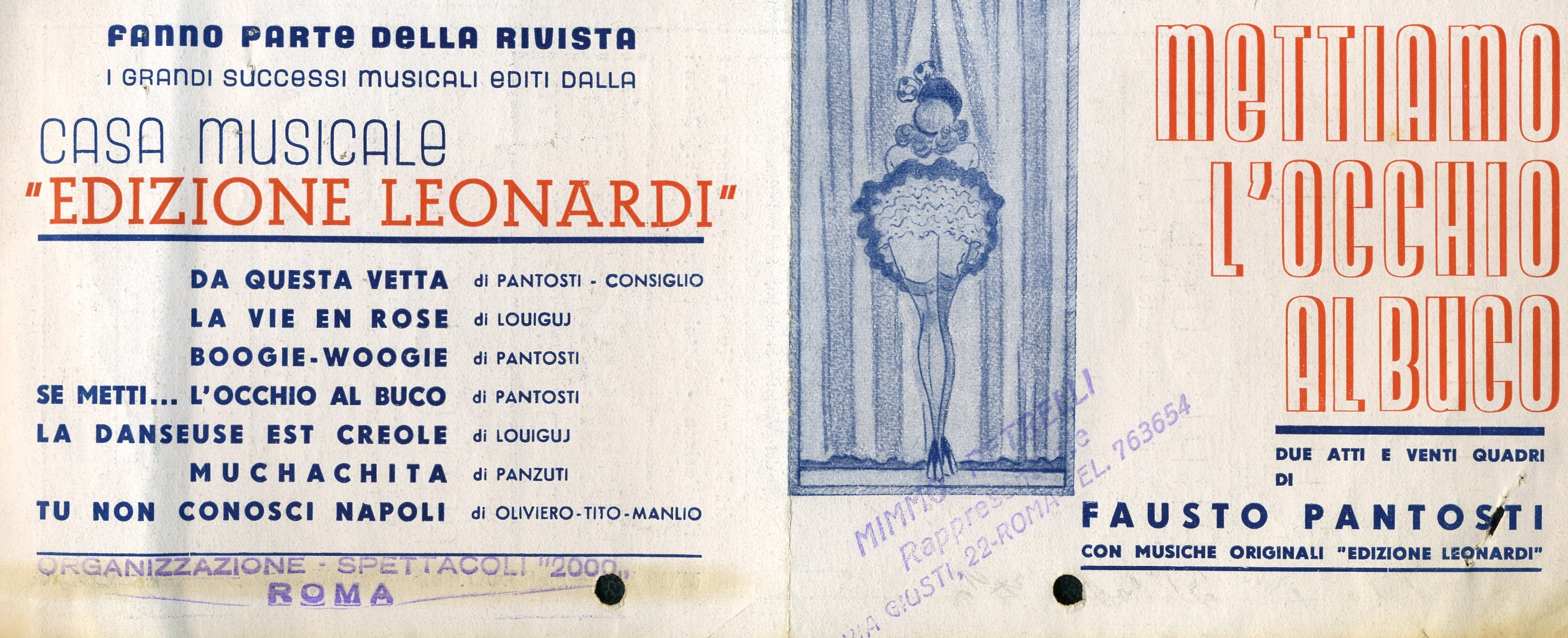
La locandina dello spettacolo Mettiamo l'occhio al buco 1946

- Scampoli, avec Nino Taranto, Chiaretta Gelli, 1945
- Pirulì Pirulì... non andrà sempre così, de Garinei e Giovannini, avec Alberto Rabagliati, Chiaretta Gelli, Maria Donati, Laura Gore, Nando Bruno, Enzo Turco, Carlo Campanini, les Sorelle Nava, (1945).
- Mettiamo l'occhio al buco, réalisation Fausto Pantosti, avec Chiaretta Gelli, Franco Sportelli, Franco Coop, (1946).
- Qualcuno ha sognato, réalisation Elio Docimo, cavec Chiaretta Gelli, Virgilio Riento, Oretta Fiume, Gorella Gori, Anna Proclemer, Marco Tulli, musique de Gino et Ugo Filippini, (1946).